# Close to the Enemy
Close to the Enemy, es una miniserie británica transmitida del 10 de noviembre del 2016 hasta el 22 de diciembre del 2016 por medio del canal de televisión BBC Two. La miniserie fue creada por Stephen Poliakoff.
Contó la participación invitada de los actores Antje Traue, Emma Fielding, James Bradshaw, entre otros.

## Historia
La serie sigue al capitán Callum Ferguson, un oficial de Inteligencia Británico cuya última tarea para el ejército es asegurarse que el capturado científico alemán Dieter Koehler, comience a trabajar para la RAF británica en el desarrollo urgente del motor a reacción en aviones. Con la Guerra Fría emergente, es claro para todos que es crucial para la seguridad nacional británica que la tecnología de vanguardia se ponga a disposición de las fuerzas armadas lo más pronto posible, por lo que Callum comienza a utilizar métodos poco ortodoxos en su intento de convencer a Dieter para que trabaje con los británicos, 
finalmente se desarrolla una amistad entre ellos, sin embargo pronto comienzan a surgir tensiones ya que no todo es como parece.
Durante el transcurso de los sucesos, también aparecen varios personajes que intervienen en la historia, entre ellos, Victor Ferguson, el hermano menor de Callum quien lucha por superar el trauma psicológico que sufre ocasionado por su experiencia en la guerra. Harold Lindsay-Jones, un funcionario de oficina extranjero que revela algunas verdades alarmantes sobre el estallido de la guerra. Kathy Griffiths, una fuerte mujer que trabaja para la Unidad de los Crímenes de Guerra que lucha por traer a la justicia a aquellos  criminales de guerra que escaparon del enjuiciamiento, y Rachel Lombard, una mujer anglófila del pueblo americano que está comprometida con su mejor amigo.
Todos y cada uno de ellos tratan de reconstruir y continuar con sus vidas durante las secuelas de la guerra, la cual los marcó a todos profundamente.

## Personajes[2]

### Personajes principales
| Actor             | Personaje             | Ocupación                                   | Episodios | Duración |
| ----------------- | --------------------- | ------------------------------------------- | --------- | -------- |
| Jim Sturgess      | Capt. Callum Ferguson | Capitán / Oficial de Inteligencia Británico | 7         | 2016     |
| August Diehl      | Dieter Koehler        | Experto en Motores a Reacción Alemán        | 7         | 2016     |
| Freddie Highmore  | Victor Ferguson       | Soldado / Hermano de Callum                 | 7         | 2016     |
| Alfred Molina     | Harold Lindsay-Jones  | Funcionario Extranjero                      | 7         | 2016     |
| Alfie Allen       | Ringwood              | -                                           | 7         | 2016     |
| Robert Glenister  | Brigadier Wainwright  | Oficial                                     | 7         | 2016     |
| Angela Bassett    | Eva                   | -                                           | 7         | 2016     |
| Phoebe Fox        | Kathy Griffiths       | Miembro de la Unidad de Crímenes de Guerra  | 7         | 2016     |
| Charlotte Riley   | Rachel Lombard        | -                                           | 7         | 2016     |
| Charity Wakefield | Julia                 | -                                           | 7         | 2016     |
| Lindsay Duncan    | Frau Bellinghausen    | -                                           | 6         | 2016     |

### Personajes recurrentes
| Actor                | Personaje          | Ocupación       | Episodios | Duración |
| -------------------- | ------------------ | --------------- | --------- | -------- |
| Sebastián Armesto    | Alex Lombard       | -               | 7         | 2016     |
| Julian Bleach        | Geoffrey Salter    | -               | 7         | 2016     |
| Ciara Charteris      | Lucy Lindsay-Jones | -               | 7         | 2016     |
| Lucy Ward            | Lotte Koehler      | -               | 7         | 2016     |
| Alexander Mounsey    | -                  | Guardia Militar | 6         | 2016     |
| Sai Bennett          | Anna White         | -               | 6         | 2016     |
| Carly Bawden         | Ruth               | -               | 5         | 2016     |
| Aleksandar Jovanovic | Horst Kleinow      | -               | 2         | 2016     |
| Derek Herbert        | Winston Churchill  | -               | 1         | 2016     |

## Episodios
La miniserie estuvo conformada por 7 episodios.

## Premios y nominaciones
| Año  | Categoría                                             | Premio          | Nominado           | Resultado |
| ---- | ----------------------------------------------------- | --------------- | ------------------ | --------- |
| 2016 | Best Miniseries or Motion Picture Made for Television | Satellite Award | Close to the Enemy | Nominado  |

## Producción
En marzo del 2015 se anunció que el británico Stephen Poliakoff había creado y escrito la miniserie.
Contó con Poliakoff como director, así como con la productora Helen Flint, y los productores ejecutivos Flint, Poliakoff, Hilary Bevan Jones, Colin Callender y Suzan Harrison.
La música fue compuesta por el músico británico Adrian Johnston, mientras que la cinematografía fue realizada por Ashley Rowe y la edición por Chris Wyatt.
Distribuida por la All3Media International, contó con las compañías de producción Little Island Productions, All3Media International y Endor Productions.
La miniserie fue filmada en Witley Court en el condado Worcestershire, en Church of St Luke, Berry Street en Liverpool y en Londres en Inglaterra, Reino Unido.

### Emisión en otros países
En septiembre del 2015 el canal de televisión Starz adquirió los derechos para distribuir la serie en los Estados Unidos.
| País           | Título | Cadenas/Línea | Fecha de Inicio | Fecha de Finalización |
| -------------- | ------ | ------------- | --------------- | --------------------- |
| Estados Unidos | -      | Starz         | -               | -                     |